# Pohár SFČR 2020
Pohár SFČR 2020  nebo také Pohár FAČR byl celkově 26. ročníkem českého futsalového poháru, dříve hraného pod názvem Pohár FAČR. Soutěže se účastnily profesionální i amatérské futsalové kluby z České republiky z různých pater systému futsalových soutěží v ČR.
Celostátní část odstartovala 30. září 2020. Neodehrálo se ale ani kompletní osmifinále a soutěž byla přerušena, oficiálně ukončena byla v březnu 2021.

## Formát soutěže
Pohár je rozdělen na okresní, krajskou a celostátní část. Týmy z 2. ligy a níže jsou nasazeny do okresní části, týmy z 1. ligy až do části krajské. Oba finalisté posledního ročníku jsou nasazeni přímo do celostátní části.
Účast v poháru je povinná pro týmy z 1. ligy a 2. ligy, týmy z nižších soutěží mají účast dobrovolnou. 
Pohár SFČR se hraje vyřazovacím způsobem na jeden zápas. Pokud zápas skončí remízou, následují dvě pětiminutová prodloužení. Pokud se ani tam nerozhodne, tak se kopou penalty.

## Pavouk

### Osmifinále až finále
| Osmifinále                     | Osmifinále |  |  | Čtvrtfinále | Čtvrtfinále |  |  | Semifinále | Semifinále |  |  | Finále | Finále |
|                                |            |  |  |             |             |  |  |            |            |  |  |        |        |
| VŠSK Zlín                      | 0          |  |  |             |             |  |  |            |            |  |  |        |        |
| FK Chrudim                     | 7          |  |  |             |             |  |  |            |            |  |  |        |        |
| SK Olympik Mělník              | 0          |  |  |             |             |  |  |            |            |  |  |        |        |
| AC Sparta Praha                | 6          |  |  |             |             |  |  |            |            |  |  |        |        |
| Flamengo Hradec Králové        | 1          |  |  |             |             |  |  |            |            |  |  |        |        |
| SKUP Olomouc                   | 12         |  |  |             |             |  |  |            |            |  |  |        |        |
| Svarog FC Teplice              | 6          |  |  |             |             |  |  |            |            |  |  |        |        |
| FC Démoni Česká Lípa           | 0          |  |  |             |             |  |  |            |            |  |  |        |        |
| Termiti Loket                  | 2          |  |  |             |             |  |  |            |            |  |  |        |        |
| SK Interobal Plzeň             | 5          |  |  |             |             |  |  |            |            |  |  |        |        |
| Boca Juniors Krupka            |            |  |  |             |             |  |  |            |            |  |  |        |        |
| SK Slavia Praha                |            |  |  |             |             |  |  |            |            |  |  |        |        |
| FK BOCA Chotěboř               | 4          |  |  |             |             |  |  |            |            |  |  |        |        |
| SK Amor Vyškov                 | 7          |  |  |             |             |  |  |            |            |  |  |        |        |
| FK Barracuda Jakubčovice       | 4          |  |  |             |             |  |  |            |            |  |  |        |        |
| SK Dynamo PCO České Budějovice | 7          |  |  |             |             |  |  |            |            |  |  |        |        |

## Zápasy

### Nasazení
| - AC Sparta praha - vítěz Poháru SFČR 2019 - Svarog FC Teplice - poražený finalista Poháru SFČR 2019 - SK Interobal Plzeň - vítěz Plzeňského krajského poháru - Boca Juniors Krupka - vítěz Teplického krajského poháru - Termiti Loket - vítěz Karlovarského krajského poháru - FC Démoni Česká Lípa - vítěz Libereckého krajského poháru - SK Amor Vyškov - vítěz Jihomoravského krajského poháru - SKUP Olomouc - vítěz Olomouckého krajského poháru | - FK Barracuda Jakubčovice - vítěz Moravskoslezského krajského poháru - FK BOCA Chotěboř - vítěz poháru Kraje Vysočina - Flamengo Hradec Králové - vítěz Královéhradeckého krajského poháru - FK Chrudim - vítěz Pardubického krajského poháru - VŠSK Zlín - vítěz Zlínského krajského poháru - SK Olympik Mělník - vítěz Středočeského krajského poháru - SK Slavia Praha - vítěz Pražského poháru - SK Dynamo PCO České Budějovice - vítěz Jihočeského krajského poháru |

Zdroje: 

### Osmifinále
| 30. září 2020 20:30 |       |                                                                      |                                                                              |
| VŠSK Zlín           | 0 : 7 | FK Chrudim                                                           | Sportovní Hala Datart, Zlín diváci: 193 rozhodčí: Tomáš Slanina, Lukáš Jurča |
|                     |       | 6' Max 8' Doša 9' Drozd P. 11' Doša 14' Everton 34' Max 35' Drozd D. | Sportovní Hala Datart, Zlín diváci: 193 rozhodčí: Tomáš Slanina, Lukáš Jurča |

| 4. říjen 2020 19:00 |       |                                                       | |
| Termiti Loket       | 2 : 5 | SK Interobal Plzeň                                    | Sportovní hala Míčových sportů, Karlovy Vary diváci: 210 rozhodčí: Vladimír Melničuk, Miroslav Chládek |
| Číž 11' Neudert 14' |       | 2' Rešetár 4' Ševčík 11' Holý 16' Seidler 21' Rešetár | Sportovní hala Míčových sportů, Karlovy Vary diváci: 210 rozhodčí: Vladimír Melničuk, Miroslav Chládek |

| 5. října 2020 20:00 |       |                                                                       |                                                                                         |
| SK Olympik Mělník   | 0 : 6 | AC Sparta Praha                                                       | Sportovní Hala Gymnázium, Mělník diváci: 0 rozhodčí: Stanislav Laštovička, David Cichra |
|                     |       | 2' Vokoun 16' Angellot 28' Vokoun 33' Bernardo 34' Brahimi 40' Hrdina | Sportovní Hala Gymnázium, Mělník diváci: 0 rozhodčí: Stanislav Laštovička, David Cichra |

| 5. října 2020 20:15                              |       |                                                                                |                                                     |
| FK Barracuda Jakubčovice                         | 4 : 7 | SK Dynamo PCO České Budějovice                                                 | diváci: 0 rozhodčí: Tomáš Markovský, Přemysl Havlík |
| Vavroš 15' Vavroš 17' Vavroš (PK) 32' Molnár 36' |       | 9' Pouzar 20' Hric J. (PK) 22' Benát 30' Benát 35' Hric D. 38' Benát 40' Benát | diváci: 0 rozhodčí: Tomáš Markovský, Přemysl Havlík |

| 6. října 2020 19:30     |        | |                                                                                      |
| Flamengo Hradec Králové | 1 : 12 | SKUP Olomouc | Sportovní hala Třebeš, Hradec Králové diváci: 0 rozhodčí: Tomáš Vaněk, Pavel Kolbaba |
| Votrubec 40'            |        | 3' Zapletal 6' Havrda 10' Houdek 12' Janečka M. 18' Zapletal 18' Janečka M. 19' Brázdil 2' Lapčík 26' Brázdil 29' Kováč 30' Havrda 34' Havrda | Sportovní hala Třebeš, Hradec Králové diváci: 0 rozhodčí: Tomáš Vaněk, Pavel Kolbaba |

| 6. října 2020 20:00                                              |       |                      |                                                                                               |
| Svarog FC Teplice                                                | 6 : 0 | FC Démoni Česká Lípa | Městská sportovní hala Na Stínadlech, Teplice diváci: 0 rozhodčí: Miroslav Vlašič, Jiří Lasch |
| Keko 9' Tato 18' Keko 23' Jezin 23' Claudio (PK) 36' Adriano 37' |       |                      | Městská sportovní hala Na Stínadlech, Teplice diváci: 0 rozhodčí: Miroslav Vlašič, Jiří Lasch |

| 7. říjen 2020 20:00                              |       |                                                                              |                                                                                  |
| FK BOCA Chotěboř                                 | 4 : 7 | SK Amor Vyškov                                                               | Sportovní hala Světlá nad Sázavou diváci: 0 rozhodčí: Luboš Rygl, Věra Soukupová |
| Klimeš 19' Novotný P. 22' Moravec 31' Klimeš 35' |       | 4' Florián 19' Nový 30' Nový 35' Florián 37' Němec 38' Buriánek 39' Rozehnal | Sportovní hala Světlá nad Sázavou diváci: 0 rozhodčí: Luboš Rygl, Věra Soukupová |

|                     |   |                 |  |
| Boca Juniors Krupka | : | SK Slavia Praha |  |
|                     |   |                 |  |